# ديفيد سبايس
ديفيد سبايس (بالألمانية: David Spies)‏ هو لاعب كرة قدم ألماني في مركز الوسط، ولد في 5 سبتمبر 1994 في هيردكه في ألمانيا. لعب مع نادي بوخوم ونادي نورنبرغ.

## وصلات خارجية
- ديفيد سبايس على موقع قاعدة بيانات كرة القدم.إي يو (الإنجليزية)
- ديفيد سبايس على موقع عالم كرة القدم.نت (الإنجليزية)